# Ludmila da Silva
Ludmila da Silva, ou apenas Ludmila (Guarulhos, 1 de dezembro de 1994), é uma futebolista brasileira que atua como atacante pelo Chicago Red Stars. Em 2017, ela se tornou a primeira brasileira a jogar pelo Atlético de Madrid, da Espanha, e seu contrato no clube vai até 2020. Convocada desde a categoria sub-20, Ludmila estreou na Seleção Principal em 2017 e dois anos depois na Copa do Mundo de Futebol Feminino de 2019.

## Carreira
Aos 15 anos, Ludmila foi levada para fazer um teste no clube Juventus, de São Paulo, pelo maior impulsionador do futebol do bairro, seu amigo Eduardo. Por estar mais acostumada às pistas de atletismo do que aos gramados, foi com a velocidade que Ludmila conseguiu superar as adversárias e surpreender a avaliadora Emily Lima.
Para Emily, a jovem Ludmila era tecnicamente inferior às outras porque só sabia correr. Mas com treinos no período da tarde sobre fundamentos técnicos, a atacante conseguiu evoluir. Após isso, Ludmila passou por São José, Portuguesa, Santos, Rio Preto e, novamente, São José, onde também foi treinada por Emily.

### São José
No São José, a atleta venceu o Campeonato Paulista de Futebol Feminino e os Jogos Abertos, além de ser vice-campeã da Copa do Brasil de Futebol Feminino de 2014. Mas o título mais importante vestindo a camisa do time joseense foi o da Copa Libertadores Feminina de 2014.
Emily se tornou mentora da jovem atleta e, mesmo em outros times, Ludmila ligava para a sua ex-treinadora pedindo conselhos para a vida. Esse relacionamento rendeu anos depois a primeira convocação à Seleção Principal durante a pequena passagem da Emily Lima como técnica, em 2017. 

### Atlético de Madrid

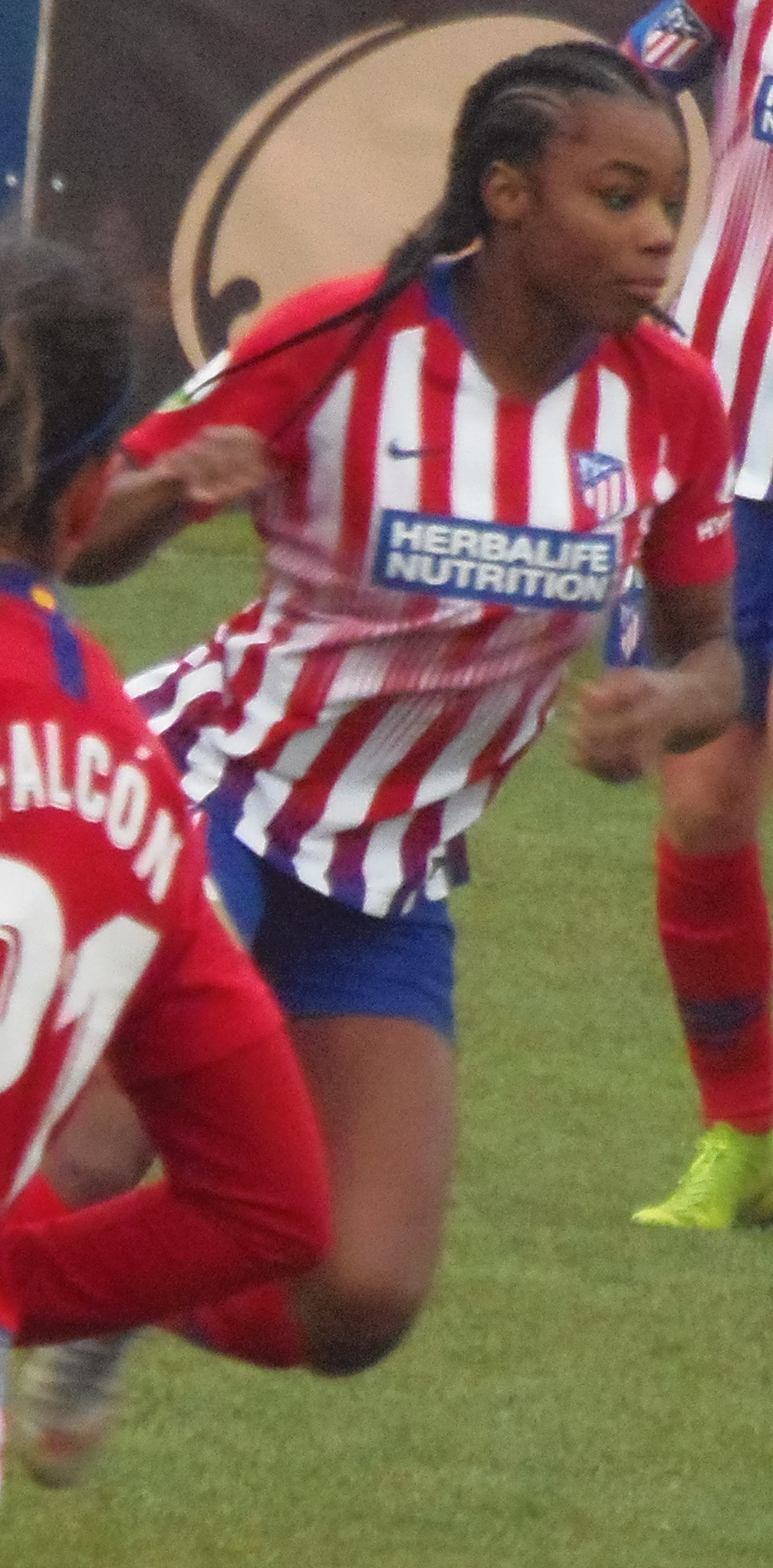
Ludmila da Silva no Atletico em 2018

Em agosto de 2017, Ludmila passou a ser a primeira brasileira a ser contratada pelo time espanhol Atlético de Madrid.
Com a camisa madrilenha, Ludmila conquistou dois títulos consecutivos da Primeira Divisão do Campeonato Espanhol Feminino e fez boas atuações na Liga dos Campeões de Futebol Feminino da UEFA.
Em 12 de março de 2023, Ludmila rompeu o ligamento cruzado anterior do joelho direito durante o empate por 0 a 0 do Atlético com o Real Madrid, pelo Campeonato Espanhol. Ludmila tem nove gols em 17 jogos pelo Atlético de Madrid na atual temporada.

### Chicago Red Stars
Em 29 de julho de 2024, Ludmila foi anunciada como reforço do Chicago Red Stars, da NWSL.

## Seleção Brasileira
Em 2014 Ludmila foi chamada para fazer parte do elenco brasileiro no Campeonato Sul-Americano de Futebol Feminino Sub-20 de 2014. Nele, a jogadora fez três gols, um deles foi do título contra o Paraguai.
Em 2019, Ludmila fez parte da lista de convocadas da Seleção Brasileira para a Copa do Mundo.

## Vida pessoal
Na adolescência, Ludmila era uma menina tímida e rebelde, características desenvolvidas como defesa às situações que envolviam sua vida pessoal. Ludmila é de família pobre, não teve contato com a mãe, o pai faleceu quando ainda era pequena e teve que viver em um orfanato no começo da infância. Criada pela tia na periferia de São Paulo, no bairro Parque Santos Dumont em Guarulhos a jovem precisou lidar ainda com o falecimento de sua irmã mais velha e de sua melhor amiga.

## Títulos

### São José
- Copa Libertadores Feminina: 2014

### Atlético de Madrid
- Liga Espanhola Feminina: 2017/18 e 2018/19
- Super Copa da Espanha: 2021[8]

### Seleção Brasileira
- Campeonato Sul-Americano de Futebol Feminino Sub-20: 2015